# 李千峰
李千峰（1920年—2005年2月20日），原名李千风，男，山东平阴人，中国报刊活动家，曾任农民日报社社长，中华全国新闻工作者协会主席团委员。